# 생물 다양성 핫스팟

생물다양성 핫스팟

생물 다양성 핫스팟(Biodiversity Hotspot)은 생물지리학적으로 매우 가치가 높지만 현재 극심하게 훼손되었거나 장차 사라질 위기에 처한 지역들을 일컫는 용어이다. 최소한 고유 식물이 1,500종 이상 존재하고 환경 파괴가 70% 이상 진행되고 있거나 진행된 곳이 선정된다. 마다가스카르, 카리브해의 군도 지역 등이 이에 속한다.